# Boks na Igrzyskach Afrykańskich 2011
Turniej bokserski X Igrzysk Afrykańskich odbył się w dniach 3–9 września 2011 w Maputo (Mozambik).

## Medaliści
| Kategoria                    | Złoty                           | Srebrny                    | Brązowy                                                                               |
| waga papierowa (48 kg)       | Thomas Essomba · Kamerun        | Mohamed Flissi · Algieria  | Roland Serugo · Uganda · Kibron Tewelde · Etiopia                                     |
| waga musza (52 kg)           | Oteng Oteng · Botswana          | Samir Brahimi · Algieria   | Moroke Mokhotho · Lesotho · Climado Guifutela · Mozambik                              |
| waga kogucia (56 kg)         | Bruno Julie · Mauritius         | Reda Bembaziz · Algieria   | Ayabonga Sonjilla · Południowa Afryka · Antonio Malie · Mozambik                      |
| waga lekka (60 kg)           | Ahmed Mejri · Tunezja           | Nogen Mmoloki · Botswana   | Jean Richard Colin · Mauritius · Abdon Mewoli · Kamerun                               |
| waga lekkopółśrednia (64 kg) | Richarno Colin · Mauritius      | Abderrazak Houya · Tunezja | Gomotsang Gaasite · Botswana · Mbenge Thulani · Południowa Afryka                     |
| waga półśrednia (69 kg)      | Joseph Mulema · Kamerun         | Kehnde Ademuyima · Nigeria | Rayton Okwiri · Ghana · Luzli Siphine · Południowa Afryka                             |
| waga średnia (75 kg)         | Kennedy St Pierre · Mauritius   | Saad Kaddous · Algieria    | Mujamadjae Kasuto · Kamerun · Daniel Shishia · Kenia                                  |
| waga półciężka (81 kg)       | Abdelhafid Benchabla · Algieria | Lukman Lawal · Nigeria     | David Akankolim · Ghana · Christian Donfack · Kamerun                                 |
| waga ciężka (91 kg)          | Chouaib Boloudinet · Algieria   | Efetobor Apochi · Nigeria  | Romarik Ngoula · Kamerun · Muideen Akanji · Nigeria                                   |
| waga superciężka (>91 kg)    | Kamel Rahmani · Algieria        | Aymen Trabelsi · Tunezja   | Tshisekedi Mbiya · Demokratyczna Republika Konga · Schaffer Paolo · Południowa Afryka |

## Klasyfikacja medalowa
| Poz.    | Państwo                       |    |    |    | Razem |
| ------- | ----------------------------- | -- | -- | -- | ----- |
| 1       | Algieria                      | 3  | 4  | 0  | 7     |
| 2       | Mauritius                     | 3  | 0  | 1  | 4     |
| 3       | Kamerun                       | 2  | 0  | 4  | 6     |
| 4       | Tunezja                       | 1  | 2  | 0  | 3     |
| 5       | Botswana                      | 1  | 1  | 1  | 3     |
| 6       | Nigeria                       | 0  | 3  | 1  | 4     |
| 7       | Południowa Afryka             | 0  | 0  | 4  | 4     |
| 8       | Ghana                         | 0  | 0  | 2  | 2     |
| 8       | Mozambik                      | 0  | 0  | 2  | 2     |
| 10      | Demokratyczna Republika Konga | 0  | 0  | 1  | 1     |
| 10      | Etiopia                       | 0  | 0  | 1  | 1     |
| 10      | Kenia                         | 0  | 0  | 1  | 1     |
| 10      | Lesotho                       | 0  | 0  | 1  | 1     |
| 10      | Uganda                        | 0  | 0  | 1  | 1     |
| Łącznie | Łącznie                       | 10 | 10 | 20 | 40    |